# Bartłomiej Bołądź

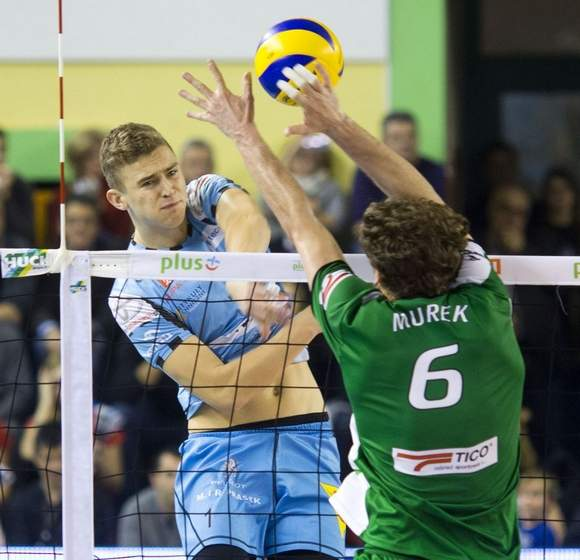
Bartłomiej Bołądź zawodnikiem Cerradu Czarnych Radom w sezonie 2013/2014

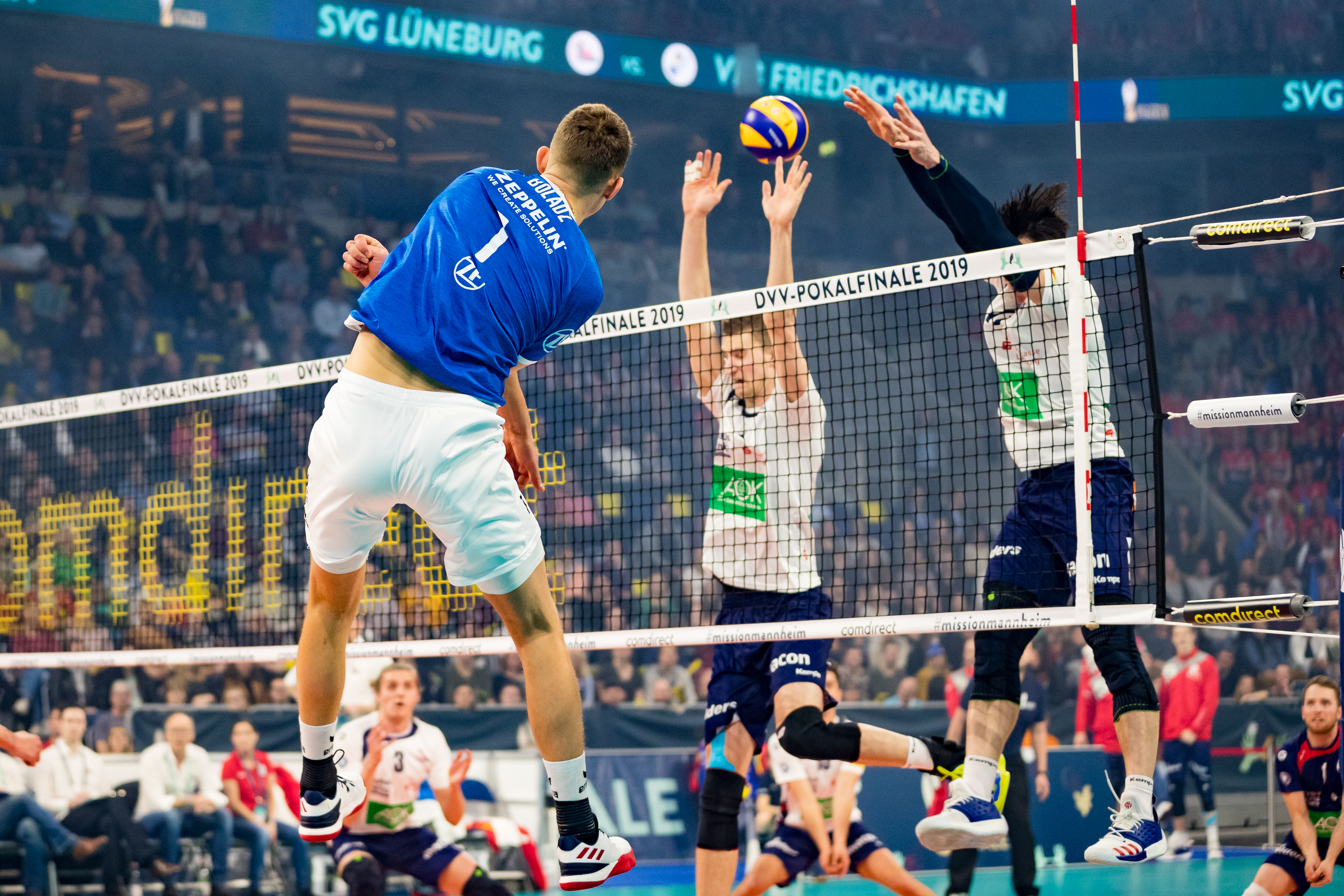
Bartłomiej Bołądź zawodnikiem VfB Friedrichshafen podczas ataku z prawego skrzydła w finale Pucharu Niemiec 2019

Bartłomiej Konstanty Bołądź (ur. 28 września 1994 w Krzyżu Wielkopolskim) – polski siatkarz, reprezentant Polski seniorów, grający na pozycji atakującego. Srebrny medalista Letnich Igrzysk Olimpijskich 2024.
Kiedy trafił do Cerrad Czarnych Radom, dostał pseudonim Cycu, gdyż był to okres popularności serialu komediowego Świat według Kiepskich.

## Życiorys
Piłkę siatkową zaczął trenować w klubie UKS Krzyż Wielkopolski. Następnie był zawodnikiem ZAKSA Kędzierzyn-Koźle. W 2013 po ukończeniu SMS-u PZPS Spała rozpoczął profesjonalną karierę, podpisując 3-letni kontrakt z beniaminkiem PlusLigi, Cerradem Czarnymi Radom. W najwyższej klasie ligowej zadebiutował już w 1. kolejce sezonu 2013/14, w wyjściowym składzie, w przegranym spotkaniu z kędzierzyńskim zespołem. W 16. serii spotkań został wybrany MVP meczu, w którym zastąpił w drugim secie Wytze Kooistrę (zwycięstwo 3:1 nad AZS Politechnika Warszawska). Od sezonu 2017/2018 występował w niemieckiej Bundeslidze, w drużynie VfB Friedrichshafen. 12 czerwca 2019 roku został zawodnikiem beniaminka Plusligi Ślepska Suwałki.
Uzyskał licencjat z wychowania fizycznego w Radomiu. Następnie ukończył studia magisterskie z pedagogiki na kierunku profilaktyka i resocjalizacja społeczna w Opolu.

## Kariera klubowa
| Lata              | Klub                       |                   |                   |                   |                   |                   |                   |                   |                   |                   |
| Kariera juniorska | Kariera juniorska          | Kariera juniorska | Kariera juniorska | Kariera juniorska | Kariera juniorska | Kariera juniorska | Kariera juniorska | Kariera juniorska | Kariera juniorska | Kariera juniorska |
| ----------------- | -------------------------- | ----------------- | ----------------- | ----------------- | ----------------- | ----------------- | ----------------- | ----------------- | ----------------- | ----------------- |
| 2007-2010         | UKS Krzyż Wielkopolski     |                   |                   |                   |                   |                   |                   |                   |                   |                   |
| 2012–2013         | ZAKSA Kędzierzyn-Koźle     |                   |                   |                   |                   |                   |                   |                   |                   |                   |
| Kariera seniorska |                            |                   |                   |                   |                   |                   |                   |                   |                   |                   |
| 2011–2013         | SMS PZPS Spała             |                   |                   |                   |                   |                   |                   |                   |                   |                   |
| 2013–2017         | Cerrad Czarni Radom        |                   |                   |                   |                   |                   |                   |                   |                   |                   |
| 2017–2019         | VfB Friedrichshafen        |                   |                   |                   |                   |                   |                   |                   |                   |                   |
| 2019–2022         | Ślepsk Malow Suwałki       |                   |                   |                   |                   |                   |                   |                   |                   |                   |
| 2022–2023         | Trefl Gdańsk               |                   |                   |                   |                   |                   |                   |                   |                   |                   |
| 2023–2025         | Projekt Warszawa           |                   |                   |                   |                   |                   |                   |                   |                   |                   |
| 2025–             | Aluron CMC Warta Zawiercie |                   |                   |                   |                   |                   |                   |                   |                   |                   |

## Sukcesy klubowe
Młoda Liga:
- 2015, 2017
- 2016

Superpuchar Niemiec:
- 2017, 2018

Puchar Niemiec:
- 2018, 2019

Liga niemiecka:
- 2018, 2019

Puchar Challenge:
- 2024[10]

Liga polska:
- 2024[11], 2025[12]

## Sukcesy reprezentacyjne
Liga Europejska:
- 2015

Liga Narodów:
- 2023[13], 2025[14]
- 2019, 2024[15]

Igrzyska Olimpijskie:
- 2024[16]

## Nagrody indywidualne
- 2017: Najlepszy atakujący Młodej Ligi w sezonie 2016/2017

## Odznaczenia
- Krzyż Kawalerski Orderu Odrodzenia Polski (2024)[17]